# Quốc hội Iran
Hội đồng Hiệp thương Hồi giáo Iran (tiếng Ba Tư: مجلس شورای اسلامی, đã Latinh hoá: Majles-e Showrā-ye Eslāmī), cũng được gọi là Quốc hội Iran hoặc Majles (مجلس), là cơ quan lập pháp của Iran. Quốc hội gồm 290 đại biểu, tăng từ 272 ghế trước đó kể từ cuộc bầu cử ngày 18 tháng 2 năm 2000. Cuộc bầu cử gần đây diễn ra vào ngày 26 tháng 2 năm 2016 và Quốc hội khoá mới họp lần đầu tiên vào ngày 28 tháng 5 năm 2016.

## Lịch sử

### Vương quốc Iran

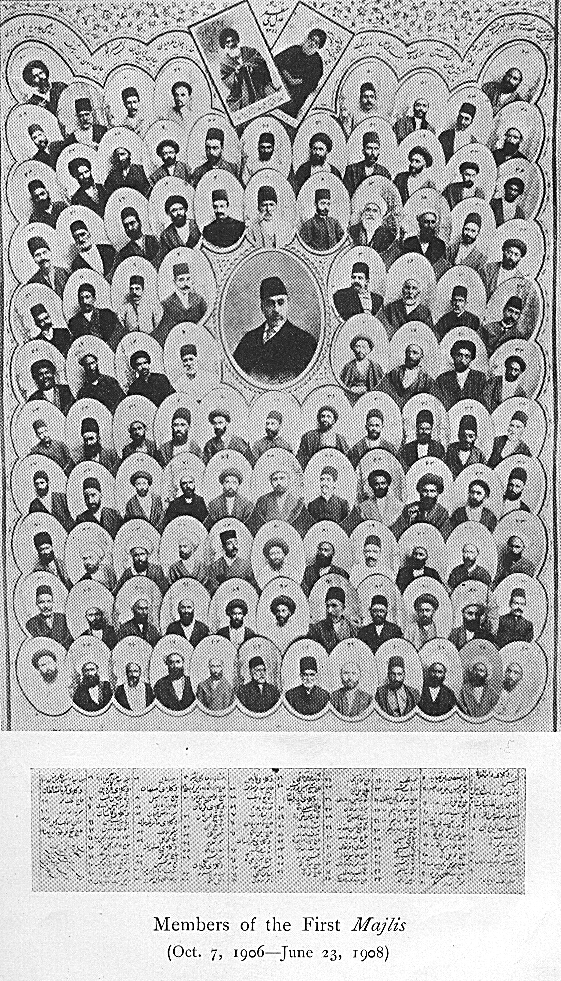
Các thành viên đầu tiên của Quốc hội, 1906-1908

Trước Cách mạng Hồi giáo, Majlis cũng là tên của Hạ viện của cơ quan lập pháp Iran từ năm 1906 đến năm 1979, Thượng viện là Thượng viện.
Nó được tạo ra bởi Hiến pháp Iran năm 1906 và lần đầu tiên được triệu tập vào ngày 7 tháng 10 năm 1906, sớm giành được quyền lực dưới sự cai trị của Shah Mohammad Reza Pahlavi. Các dự luật đáng chú ý được Quốc hội thông qua trong triều đại Pahlavi gồm có Luật Quốc hữu hóa dầu mỏ (15/3/1951) và Luật Bảo vệ gia đình (1967), cho phụ nữ nhiều quyền cơ bản như quyền nuôi con trong trường hợp ly dị.
Phụ nữ không được phép bỏ phiếu hoặc được bầu vào Quốc hội cho đến năm 1963, như là một phần của các cuộc cải cách theo Cách mạng Trắng của Shah. Hội nghị Quốc gia lần thứ 21, bao gồm các đại diện phụ nữ, khai mạc ngày 6 tháng 10 năm 1963.
Phiên họp cuối cùng của Quốc hội trước Cách mạng Hồi giáo được tổ chức vào ngày 7 tháng 2 năm 1979

### Cộng hòa Hồi giáo
Sau cuộc Cách mạng Hồi giáo năm 1979, Thượng viện của Iran bị bãi bỏ và được Hội đồng bảo hiến thay thế một cách hiệu quả, do đó cơ quan lập pháp của Iran vẫn còn lưỡng viện. Sau sửa đổi hiến pháp năm 1989, Hội đồng Hiệp thương Quốc gia được đổi tên thành Hội đồng Hiệp thương Hồi giáo.
Quốc hội Iran đã có sáu chủ tịch sau Cách mạng Hồi giáo. Akbar Hashemi Rafsanjani là chủ tịch Quốc hội đầu tiên, từ 1980 đến 1989. Sau đó Mehdi Karroubi (1989-1992), Ali Akbar Nategh-Nouri (1992-2000), Mehdi Karroubi (2000-2004), Gholam-Ali Haddad-Adel (2004 -2008) và Ali Larijani từ năm 2008.
Quốc hội được cho là đã phát triển từ "phòng tranh luận cho những người đáng chú ý", "câu lạc bộ cho những người bố trí của người Shah" trong thời đại Pahlavi, cho một cơ thể bị chi phối bởi các thành viên của "tầng lớp trung lưu" theo Cộng hòa Hồi giáo.

### Cuộc tấn công năm 2017
Ngày 7 tháng 6 năm 2017, đã có buổi chụp hình tại Quốc hội và tại lăng mộ Ayatollah Khomeini. Các tay súng đã nổ súng tại Quốc hội Iran và lăng mộ lãnh tụ tôn giáo Ruhollah Khomeini ở Tehran. Cuộc tấn công vào lăng mộ đã làm 17 người thiệt mạng và hơn 30 người bị thương. Quốc hội đã bị tấn công bởi bốn tay súng làm 7 đến 8 người bị thương. Cả hai cuộc tấn công diễn ra cùng thời gian và dường như đã được phối hợp.

## Chức năng
Quốc hội có quyền làm luật về mọi vấn đề trong phạm vi Hiến pháp không trái với giáo luật và nguyên tắc của Hồi giáo. Dự luật của Chính phủ được trình trước Hội đồng Hiệp thương Hồi giáo sau khi được sự chấp thuận của Hội đồng Bộ trưởng. Hội đồng Hiệp thương Hồi giáo có quyền điều tra và kiểm tra tất cả các công việc của đất nước. Các điều ước quốc tế, các nghị định thư, hợp đồng và thỏa thuận phải được Hội đồng Hiệp thương Hồi giáo phê chuẩn. Việc nhận và phát hành các khoản vay hoặc trợ cấp quốc gia hay quốc tế của chính phủ phải được Hội đồng Hiệp thương Hồi giáo phê chuẩn. Tổng thống phải có được, cho Hội đồng Bộ trưởng, sau khi được thành lập và trước khi tất cả các doanh nghiệp khác, một cuộc bỏ phiếu của sự tín nhiệm từ hội đồng.
Bất cứ khi nào có ít nhất một phần tư tổng số thành viên Hội đồng Hiệp thương Hồi giáo đưa ra câu hỏi cho Chủ tịch hoặc bất kỳ một thành viên nào của Hội đồng đặt ra câu hỏi cho một mục sư về một chủ đề liên quan đến nhiệm vụ của họ, Chủ tịch hoặc Bộ trưởng phải trả lời câu hỏi trước Hội đồng Hiệp thương Hồi giáo.
Tất cả các văn bản pháp luật do Hội đồng Hiệp thương Hồi giáo thông qua phải được gửi đến Hội đồng bảo hiến. Hội đồng bảo hiến phải xem xét nó trong vòng tối đa mười ngày kể từ ngày nhận được để đảm bảo rằng nó phù hợp với các tiêu chí của đạo Hồi và Hiến pháp. Nếu nó tìm ra luật pháp không tương thích, nó sẽ trả lại cho Hội đồng để xem xét. Nếu không, luật pháp sẽ được coi là có hiệu lực.